# Believe (album de Disturbed)
Believe este cel de-al al doilea album de studio al formaței americane heavy metal Disturbed. A fost lansat la 17 septembrie 2002.
Believe a debutat pe locul 1 în Billboard 200, fiind primul album Disturbed care a debutat pe locul 1 întopuri, cu aproximativ 284,000 de exemplare vândute în prima săptămână. Pe 23 septembrie 2008 fost certificat de către RIAA cu 2 discuri de platină pentru vânzări de aproximativ 2 milioane de exemplare în SUA.
Albumul conține 3 single-uri de succes, fiind un album focusat pe teme religioase și spirituale, inspirate de tragediile recente. Cu o mare empatie pe ritmuri mai melodice arată varietatea muzicală a trupei, comparată cu duritatea albumului de debut.

## Lista pieselor
Toate melodiile sunt scrise și compuse de Disturbed. 
| Nr.             | Titlu           | Lungime |  |
| 1.              | „Prayer”        | 3:41    |  |
| 2.              | „Liberate”      | 3:30    |  |
| 3.              | „Awaken”        | 4:29    |  |
| 4.              | „Believe”       | 4:28    |  |
| 5.              | „Remember”      | 4:11    |  |
| 6.              | „Intoxication”  | 3:14    |  |
| 7.              | „Rise”          | 3:57    |  |
| 8.              | „Mistress”      | 3:46    |  |
| 9.              | „Breathe”       | 4:21    |  |
| 10.             | „Bound”         | 3:53    |  |
| 11.             | „Devour”        | 3:52    |  |
| 12.             | „Darkness”      | 3:56    |  |
| Lungime totală: | Lungime totală: | 47:20   |  |

| Japanese bonus track |                     |         |  |
| Nr.                  | Titlu               | Lungime |  |
| 13.                  | „Shout 2000 (Live)” | 4:48    |  |
| Lungime totală:      | Lungime totală:     | 51:14   |  |

| Australian tour edition bonus disc |                          |         |  |
| Nr.                                | Titlu                    | Lungime |  |
| 1.                                 | „Remember” (Live)        | 4:22    |  |
| 2.                                 | „Bound” (Live)           | 3:51    |  |
| 3.                                 | „Fear” (Live)            | 3:50    |  |
| 4.                                 | „Conflict” (Live)        | 4:40    |  |
| 5.                                 | „Droppin' Plates” (Live) | 3:57    |  |
| Lungime totală:                    | Lungime totală:          | 19:20   |  |

| DVD Audio |                                               |         |  |
| Nr.       | Titlu                                         | Lungime |  |
| 1.        | „Prayer”                                      | 3:40    |  |
| 2.        | „Liberate”                                    | 3:30    |  |
| 3.        | „Awaken”                                      | 4:29    |  |
| 4.        | „Believe”                                     | 4:27    |  |
| 5.        | „Remember”                                    | 4:11    |  |
| 6.        | „Intoxication”                                | 3:14    |  |
| 7.        | „Rise”                                        | 3:57    |  |
| 8.        | „Mistress”                                    | 3:46    |  |
| 9.        | „Breathe”                                     | 4:21    |  |
| 10.       | „Bound”                                       | 3:52    |  |
| 11.       | „Devour”                                      | 3:52    |  |
| 12.       | „Darkness”                                    | 3:57    |  |
| 13.       | „Prayer (The Video)”                          | 3:44    |  |
| 14.       | „Behind the Scenes on the (Prayer) Video Set” | 7:45    |  |
| 15.       | „In the Studio Recording (Believe)”           | 4:46    |  |
| 16.       | „Highlights from Disturbed's DVD (M.O.L.)”    | 9:27    |  |

## Personal
Disturbed
- David Draiman – vocal, back vocal

- Dan Donegan – chitară, clape, electronică
- Steve "Fuzz" Kmak – chitară bas
- Mike Wengren – baterie, percuție

Muzicieni adiționali
- Alison Chesley – cello la "Darkness"

Producție
- Produs de Johnny K și Disturbed
- Mixat de Andy Wallace
- Mastered by Howie Weinberg
- Studio drum tech – Tony Adams
- Studio guitar tech – Chris "Rock" Glatfelter

Others
- Art direction and design by Mick Haggerty
- Photography by Stephen Danelian